# Kacheti Telavi
Kacheti Telavi (Georgisch: კახეთი თელავი) was een Georgische voetbalclub uit de stad Telavi.
De club werd in 1936 opgericht. In 1992 promoveerde de club voor het eerst naar de hoogste klasse en werd 8ste op 17 clubs. De volgende seizoenen gingen minder goed en degradatie volgde in 1997. Het duurde tot 2005 vooraleer de club kon terug promoveren en dat was enkel te danken aan uitbreiding van de competitie. De promovendus wist zich wel te handhaven en werd 9de. In 2007 werd de club laatste en degradeerde. De financiële problemen waar de club vervolgens mee te maken kreeg zorgden er uiteindelijk voor dat Kacheti na het seizoen 2013/14 werd opgeheven.